# Johann Carl Megerle von Mühlfeld
Johann Carl Megerle von Mühlfeld, ursprünglich Megerle, genannt Karl, (* 1765; † 12. September 1840) war ein österreichischer Entomologe und Malakologe.
Er war der Sohn des Kustos am Kaiserlichen Naturalienkabinett in Wien Johann Baptist Megerle von Mühlfeld (1742–1813), der 1803 als von Mühlfeld geadelt wurde, und Bruder von Johann Georg Megerle von Mühlfeld. Ab 1786 war er zunächst ohne Bezahlung im Dienst des Naturalienkabinetts und befasste sich dort mit Krebsen, Insekten, Muscheln und Schnecken und das, was man damals als Strahltiere bezeichnete (Stachelhäuter, Schwämme u. a.). 1792 wurde er Kustos-Adjunkt und Leiter der Mineraliensammlung. Er sammelte besonders in Schlesien, Galizien und Dalmatien hauptsächlich Insekten. 1798 bis 1806 hatte er ein eigenes Auktionshaus für Naturalien (besonders Insekten) im Bürgerspital Wien, das er gegründet hatte, um dem seiner Ansicht nach zu teuren Naturalienhandel in Wien Konkurrenz zu machen.
Er hatte auch selbst eine umfangreiche Sammlung, die er 1808 an das Kaiserliche Naturalienkabinett verkaufte (Ankauf schon 1806). Er organisierte auch den Ankauf der Sammlung europäischer Schmetterlinge von Gundian. Die alten Insekten-Sammlungen in der Hofburg wurden aber bei einem Brand 1848 zerstört.
Eine zweite von ihm nach 1808 aufgebaute Sammlung wurde nach seinem Tod vom Grafen J. A. Ferrari gekauft, nach dessen Tod sie ebenfalls in Wiener Museumsbesitz überging. Seine Sammlung, die rund 10.000 Insekten, 3000 Mineralien einschließlich einiger Diamante und 2000 Conchylien umfasste, war in Wien eine Sehenswürdigkeit.
Ab 1803 nannte er sich wie sein in diesem Jahr in den Adelsstand erhobener Vater von Mühlfeld.
Er schrieb Abhandlungen über Mollusken und veröffentlichte für sein Auktionshaus Insektenkataloge. Er war auch ein bekannter Münzsammler.
1826 bis 1840 hatte er in der heutigen Gentzgasse in Wien ein eigenes Liebhabertheater (Mühlfeldtheater).
Von ihm stammen mehrere Erstbeschreibungen von Mollusken und Insekten, zum Beispiel Amygdalum (1811, siehe Miesmuscheln).
Die Brachiopode Mergelia ist nach ihm benannt.